# Taraxacum minutilobum
Taraxacum minutilobum là một loài thực vật có hoa trong họ Cúc. Loài này được Popov ex Kovalevsk. miêu tả khoa học đầu tiên năm 1962.